# Молтрі (Джорджія)
Молтрі (англ. Moultrie) — місто (англ. city) в США, в окрузі Колквіт штату Джорджія. Населення — 14 638 осіб (2020).

## Географія
Молтрі розташоване за координатами 31°10′46″ пн. ш. 83°47′27″ зх. д. / 31.17944° пн. ш. 83.79083° зх. д. (31.179430, -83.790786).  За даними Бюро перепису населення США в 2010 році місто мало площу 42,82 км², з яких 42,32 км² — суходіл та 0,49 км² — водойми.

### Клімат
| Клімат : Молтрі       | Клімат : Молтрі | Клімат : Молтрі | Клімат : Молтрі | Клімат : Молтрі | Клімат : Молтрі | Клімат : Молтрі | Клімат : Молтрі | Клімат : Молтрі | Клімат : Молтрі | Клімат : Молтрі | Клімат : Молтрі | Клімат : Молтрі | Клімат : Молтрі |
| Показник              | Січ.            | Лют.            | Бер.            | Квіт.           | Трав.           | Черв.           | Лип.            | Серп.           | Вер.            | Жовт.           | Лист.           | Груд.           | Рік             |
| Середній максимум, °C | 17,2            | 20,0            | 22,2            | 25,6            | 30,0            | 33,3            | 33,3            | 33,3            | 30,6            | 26,1            | 20,6            | 16,7            | 25,6            |
| Середній мінімум, °C  | 6,1             | 8,3             | 11,1            | 13,9            | 17,8            | 21,7            | 22,2            | 22,2            | 20,0            | 13,9            | 8,3             | 5,6             | 14,4            |
| Норма опадів, мм      | 99              | 79              | 117             | 122             | 112             | 74              | 178             | 107             | 130             | 30              | 30              | 84              | 1158            |
| --------------------- | --------------- | --------------- | --------------- | --------------- | --------------- | --------------- | --------------- | --------------- | --------------- | --------------- | --------------- | --------------- | --------------- |
| Джерело: Weatherbase  |                 |                 |                 |                 |                 |                 |                 |                 |                 |                 |                 |                 |                 |

## Демографія
Згідно з переписом 2010 року, у місті мешкало 14 268 осіб у 5435 домогосподарствах у складі 3411 родини. Густота населення становила 333 особи/км².  Було 6178 помешкань (144/км²).
Расовий склад населення:
| - 49,5 % — чорних або афроамериканців - 42,6 % — білих - 0,7 % — азіатів - 0,3 % — корінних американців - 0,1 % — вихідців з тихоокеанських островів - 5,1 % — осіб інших рас |

До двох чи більше рас належало 1,7 %. Частка іспаномовних становила 10,2 % від усіх жителів.
За віковим діапазоном населення розподілялося таким чином: 27,6 % — особи молодші 18 років, 57,7 % — особи у віці 18—64 років, 14,7 % — особи у віці 65 років та старші. Медіана віку мешканця становила 34,6 року. На 100 осіб жіночої статі у місті припадало 90,0 чоловіків;  на 100 жінок у віці від 18 років та старших — 85,1 чоловіків також старших 18 років.
Середній дохід на одне домашнє господарство  становив 41 444 долари США (медіана — 25 181), а середній дохід на одну сім'ю — 47 548 доларів (медіана — 29 139). Медіана доходів становила 32 832 долари для чоловіків та 24 309 доларів для жінок. За межею бідності перебувало 36,0 % осіб, у тому числі 54,9 % дітей у віці до 18 років та 16,3 % осіб у віці 65 років та старших.
Цивільне працевлаштоване населення становило 5223 особи. Основні галузі зайнятості: освіта, охорона здоров'я та соціальна допомога — 22,6 %, виробництво — 19,5 %, мистецтво, розваги та відпочинок — 15,2 %.